# 倭大国魂神社
倭大国魂神社（やまとおおくにたまじんじゃ）は、徳島県美馬市美馬町に鎮座する神社。

## 歴史
創建年は不詳。
式内小社にある阿波國美馬郡の倭大國玉神大國敷神社二座の論社である。
この論定は「阿波志」によるもので、大国敷神社を医家神社とした上で「今別ち置く疑ふべし」と記載している。

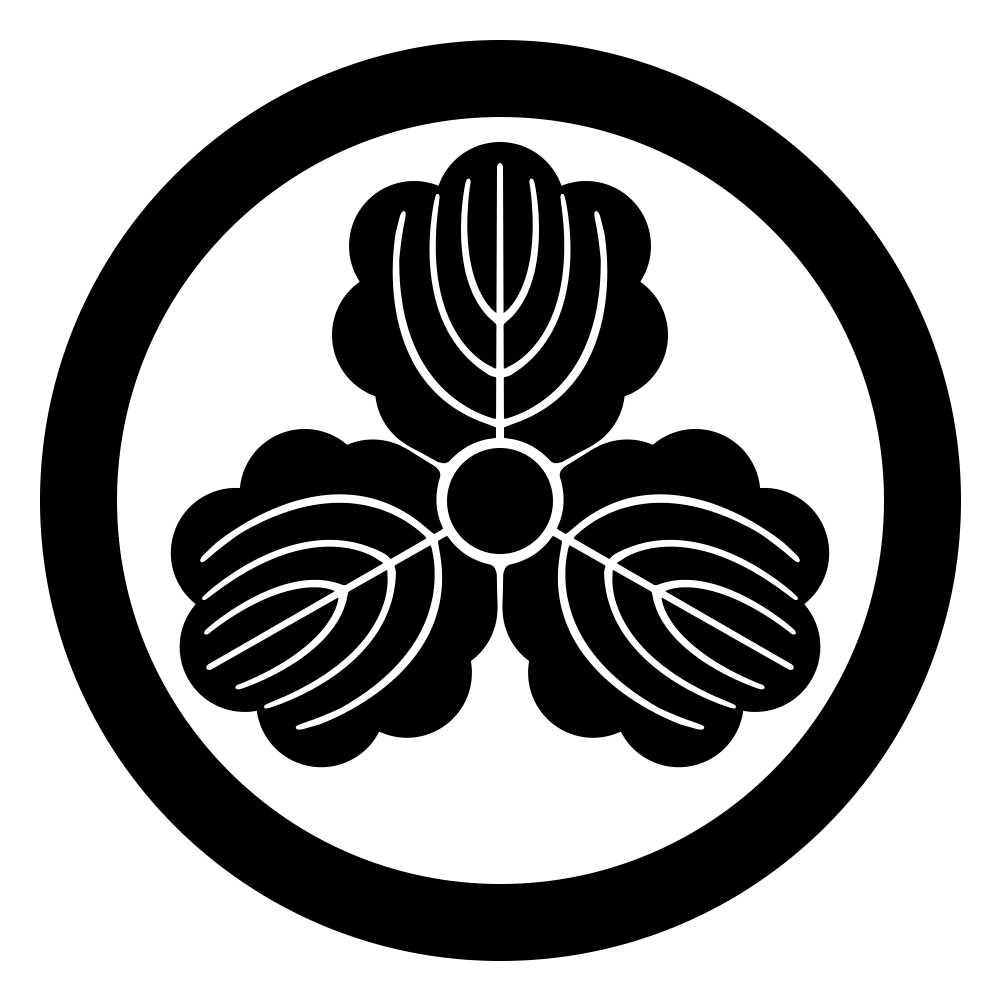
まるにみつかしわ 丸に三つ柏（神紋）

## 祭神
- 大国魂命
- 大己貴命

## 交通
- 徳島自動車道「美馬インターチェンジ」より車で約5分。
- JR「阿波半田駅」より車で約5分。